# Данський футбольний союз
Данський футбольний союз (дан. Dansk Boldspil-Union) — асоціація, що здійснює контроль і управління футболом в Данії. Штаб-квартира розташована у Брйоннбю. Заснована у 1889 році та стала одним із засновників ФІФА у 1904 році. Член УЄФА з 1954 року. Асоціація організовує діяльність та здійснює керування національними збірними з футболу, включаючи головну національну збірну та жіночу збірну. З 2008 року ДФС також управляє футзалом у Данії.
Під егідою федерації проводяться змагання, зокрема чемпіонаті Данії з футболу.